# Epictia australis
Epictia australis — вид змій родини струнких сліпунів (Leptotyphlopidae). Ендемік Аргентини.

## Поширення і екологія
Epictia australis поширені в центральній Аргентині. Вони живуть в чагарниках, на луках і в саванах монте, еспіналь і чако.